# بولیارکسی ایزوور
بولیارکسی ایزوور (به بلغاری: Bolyarski izvor) روستایی در بلغارستان است که در استان خاسکوو واقع شده‌است.